# خاواست
خاواست، (ازبکی: Xovos، تاجیکی: Ховост، روسی: Хаваст) نام یک شهر در ولایت سیردریا، از کشور ازبکستان است. این شهر مرکز اداری شهرستان خاواست است. 
خاواست دارای انبار نفت، آجر، سرامیک، کارخانه های فرآوری انگور، کارخانه های آرد و نان، کارخانه خودروسازی، شرکت های ساختمانی، سرمایه گذاری مشترک ازبکستانی و چینی «خاواست فوسین» (که سوسیس تولید می کند) و بازار کشاورزان دارد. پنج مدرسه آموزش عمومی، یک دانشکده حرفه ای، کتابخانه، یک کاخ فرهنگ، امکانات باشگاه، یک استادیوم مرکزی، یک بیمارستان مرکزی، یک بیمارستان راه آهن و یک کلینیک، یک آمبولانس و مراکز تشخیصی هم وجود دارد.
در نتیجه سفر شوکت میرضیایف رئیس جمهوری ازبکستان به این منطقه در ۱۹ فوریه ۲۰۱۹، مرکز جدید منطقه خاواست به نام شهر خاواست در حال ساخت است. بر اساس این برنامه، ۳۰ ساختمان آپارتمانی ۵ طبقه، مراکز تفریحی، یک مرکز اداری و سایر امکانات در این ولسوالی ساخته خواهد شد. رئیس جمهور شوکت میرضیایف در ۱۹ ژوئیه ۲۰۱۹ مجدداً از منطقه خاواس بازدید کرد تا کیفیت کار ساخت و ساز را بررسی کند.

## تاریخ
تأسیس این شهر همزمان با تاریخ ایجاد راه‌آهن سراسری امپراتوری روسیه در سال ۱۸۸۹ میلادی است. این راه آهنی برای اتصال سمرقند به تاشکند در شمال شرقی و منطقه فرغانه در شرق ساخته شد. این ایستگاه در ابتدا «Ursatievskaya» نام داشت، که برخی می گویند نام آن به نام یک ژنرال تزاری است که در حمله ترکستان شرکت داشت، اما منابع دیگر می گویند که نام آن به نام الکساندر اورساتی، مهندس روسی که به عنوان مهندس در ساخت بزرگراه خزر کار می کرد، گرفته شده است. 

## جمعیت
طبق سرشماری سال ۲۰۱۰ جمعیت این شهر ۲۱۱۲۱ نفر است که عمدتاً از افراد با پیشینه ازبکی تشکیل شده است که تا ۴۰ درصد آن را تاجیک ها تشکیل می دهندو به کشاورزی و دامداری مشغولند.